# Freesia verrucosa
Freesia verrucosa és una planta fanerògama que pertany a la família de les iridàcies. És originària de Sud-àfrica.

## Descripció
Freesia verrucosa és una planta herbàcia perennifòlia, geòfita que assoleix una grandària de 0,08 - 0,2 m d'altura a Sud-àfrica

## Taxonomia
Freesia verrucosa va ser descrita per (Vogel) Goldblatt i J.C.Manning i publicat a Systematic Botany 20(2): 171. 1995
Etimologia
Freesia nom genèric que va ser dedicat en honor del metge alemany Friedrich Heinrich Theodor Freese (1795-1876).
verrucosa: epítet llatí que significa "berrugosa".
Sinonímia
- Anomatheca juncea (Pourr.) Ker Gawl.
- Anomatheca verrucosa (B.Vogel) Goldblatt
- Freesia juncea (Pourr.) Klatt
- Gladiolus amabilis Salisb.
- Gladiolus excisus Jacq.
- Gladiolus junceus L.f.
- Gladiolus paniculatus Pers.
- Gladiolus polystachyus Andrews
- Gladiolus pulchellus Salisb.
- Ixia verrucosa B.Vogel basónimo
- Lapeirousia juncea Pourr.
- Lapeirousia juncea Ker Gawl.
- Meristostigma junceum (Pourr.) Steud.
- Peyrousia juncea (Pourr.) Poir.[4][5]